# سرير الأشواك (فلم)
سرير الأشواك (بالإنجليزية: Bed of Thorns) هُو فيلم دراما أوغندي صدر سنة 2019 وأخرجته إيليانور نابويسو. يتناول الفيلم موضوع العُنف الاجتماعي والمنزلي، وهُو من بطولة كُل من مالايكا تينشي نيانزي وديانا كاهوندي ومارثا كاي وأغنيس كيبيرونجي ومايكل واويو جونيور وهوسن موشيما وسارة كيساوزي وباتريك سلفادور إيدرينجي. عُرض الفيلم لأول مرة في 30 مارس 2019 في سينما سينشري كامووكيا في كمبالا عاصمة أوغندا.

## طاقم التمثيل
- مالايكا تينشي نيانزي في دور ستيلا.
- ديانا كاهوندي في دور جيسيكا.
- مارثا كاي في دور كوين.
- أغنيس كيبيرونجي في دور بيكي.
- مايكل واويو جونيور في دور روبرت.
- هوسن موشيما في دور أنطوني.
- سارة كيساوزي في دور ماما ستيلا.
- باتريك سلفادور إيدرينجي.

## إنتاج الفيلم
أنتج الفيلم طاقم نسائي بالكامل، وقد بدأت عملية الإنتاج في مارس 2019. تم التسويق للفيلم باستعمال هاشتاغ #Tosirika (لا تسكت) في إطار حملة التوعية والتحسيس بظاهرة العنف ضد المرأة، وذلك كجُزء من الاحتفالات بشهر المرأة في مارس 2019. كان الفيلم يُمثل الظهور الأول لمارثا كاي ومالايكا في فيلم سينمائي.

## الاستقبال النقدي
لاقى الفيلم استحسانًا كبيرا من النقاد كونه تناول المشاكل التي تُواجهها المرأة في علاقاتها بفئات المُجتمع الأوغندي اللأُخرى. في الواقع. حصل الفيلم على جائزة (بالإنجليزية: Africa Focus) لأفضل فيلم روائي طويل في مهرجان (بالإنجليزية: London Arthouse) السينمائي في المملكة المتحدة.

## الجوائز والترشيحات
| الجوائز والترشيحات | الجوائز والترشيحات            | الجوائز والترشيحات                                      | الجوائز والترشيحات   | الجوائز والترشيحات | الجوائز والترشيحات   |
| السنة              | حفل توزيع الجوائز             | الفئة                                                   | المُستلم للجائزة      | النتيجة            | مراجع                |
| ------------------ | ----------------------------- | ------------------------------------------------------- | -------------------- | ------------------ | -------------------- |
| 2019               | جوائز مهرجان أوغندا السينمائي | أفضل سيناريو                                            | دافني أمبير          | فوز                | [ 17 ]               |
| 2019               | جوائز مهرجان أوغندا السينمائي | أفضل مُمثلة ‏                                             | مالايكا تينشي نيانزي | فوز                | [ 17 ]               |
| 2019               | جوائز مهرجان أوغندا السينمائي | أفضل مُمثل مُساعد في فيلم سينمائي ‏                        | مايكل واويو جونيور   | رُشِّح                |                      |
| 2019               | جوائز مهرجان أوغندا السينمائي | أفضل مُمثلة مُساعدة في فيلم سينمائي ‏                      | ديانا كاهوندي        | رُشِّح                |                      |
| 2019               | جوائز مهرجان أوغندا السينمائي | أفضل مُخرج ‏                                              | إيليانور نابويسو     | رُشِّح                |                      |
| 2019               | جوائز مهرجان أوغندا السينمائي | أفضل فيلم روائي ‏                                        | إيليانور نابويسو     | رُشِّح                |                      |
| 2019               | مهرجان لندن آرثهاوس السينمائي | جائزة (بالإنجليزية: Africa Focus) لأفضل فيلم روائي طويل | إيليانور نابويسو     | فوز                | [ 18 ] [ 19 ] [ 20 ] |

## روابط خارجية
مقالات تستعمل روابط فنية بلا صلة مع ويكي بيانات